# Мануель Чоренс
Мануель Чоренс Гарсія (ісп. Manuel Chorens García; нар. 22 січня 1916, Куба — пом. ?, Куба) — кубинський футболіст, захисник.

## Клубна кар'єра
На клубному рівні в 1930-х роках виступав у кубинському «Сентро Гальєго».

## Кар'єра в збірній
Мануель Чоренс виступав у національній збірній Куби в 30-х роках XX століття. Учасник чемпіонату світу 1938 року. На мундіалі у Франції зіграв у всіх трьох матчах, у двох поєдинках першого раунду проти Румунії, а також у програному (0:8) поєдинку проти Швеції.
| Матчі і голи Мануеля Чоренса за збірну Куби на ЧС-1938 | Матчі і голи Мануеля Чоренса за збірну Куби на ЧС-1938 | Матчі і голи Мануеля Чоренса за збірну Куби на ЧС-1938 | Матчі і голи Мануеля Чоренса за збірну Куби на ЧС-1938 | Матчі і голи Мануеля Чоренса за збірну Куби на ЧС-1938 | Матчі і голи Мануеля Чоренса за збірну Куби на ЧС-1938 |
| ------------------------------------------------------ | ------------------------------------------------------ | ------------------------------------------------------ | ------------------------------------------------------ | ------------------------------------------------------ | ------------------------------------------------------ |
| №                                                      | Дата                                                   | Місце проведення                                       | Суперник                                               | Рахунок                                                | Голи                                                   |
| 1                                                      | 5 червня 1938                                          | Тулуза, Франція                                        | Румунія                                                | 3:3                                                    | -                                                      |
| 2                                                      | 9 червня 1938                                          | Тулуза, Франція                                        | Румунія                                                | 2:1                                                    | -                                                      |
| 3                                                      | 12 червня 1938                                         | Антіб, Франція                                         | Швеція                                                 | 0:8                                                    | -                                                      |

Загалом: 3 матчі / 0 голів; 1 перемога, 1 нічия, 1 поразка.